# Переход (фильм, 1978)
«Переход» (нем. Der übergang, исп. El paso) — фильм 1978 года производства ГДР, относится к т. н. «чилийскому кино в эмиграции», снят режиссёром Орландо Луббертом с чилийскими актёрами в главных ролях.

тематически важный, постановочно убедительный фильм молодого чилийского режиссера в изгнании
Оригинальный текст (нем.)war es ein thematisch wichtiger, inszenatorisch überzeugender Film eines jungen chilenischen Regisseurs im Exil
— Lexikon des internationalen Films

## Сюжет
В конце 1973 года, через несколько недель после переворота фашистской хунты в Чили, трое мужчин находятся в бегах. Рабочий Карлос, студент Хуан и чиновник Лоренцо хотят перебраться в Аргентину через Анды. На своем нелегком пути они становятся свидетелями того, как чилийские полицейские застрелили владельца ранчо. Вскоре после этого они находят приют у женщины-фермера, поскольку Хуану нужна помощь. Его раны, нанесенные ему пытками в тюрьме, затянулись. В крестьянке они узнают жену убитого владельца ранчо. Она очень беременна, и все трое остаются, чтобы помочь ей с родами. Когда вы, наконец, пересекаете границу, ваше заявление о предоставлении убежища отклоняется. Хуан убегает, двое других возвращаются связанными. Попытка Хуана освободиться терпит неудачу, но заключенные могут убить постового и завладеть его пистолетом-пулеметом. Они полны решимости защитить себя.

## В ролях
- Уго Медина — Карлос Зунига
- Оскар Кастро — Хуан Торо
- Анибал Рейна — Лоренцо Гутьеррес
- Аделаида Ариас — Роза
- Энрике Херман Гарате — фельдшер
- Роберто Аранда — чилийский солдат
- Зигфрид Барчат — аргентинский полицейский
- Виктор Карвахаль — чилийский полицейский
- Лаутаро Контрерас — рядовой Альварадо
- Анхель Х. Фокунда-Диас — аргентинский полицейский
- Юрген Граф — аргентинский лейтенант
- Димитр Кичанов — аргентинский лейтенант
- М. А. Сан-Мартин — чилийский лейтенант
- Понайот Понайотов — чилийский полицейский
- Димитр Керанов — крестьянин
- Милка Попантонова — крестьянка

## Критика
Это поэтическая притча о поведении людей в чрезвычайных ситуациях, о политических и моральных проблемах, которые влечет за собой поражение в классовой борьбе, о том, что должно произойти потом, с прицелом на будущее.
Оригинальный текст (нем.)Der Übergang ist ein poetisches Gleichnis über das Verhalten von Menschen in außergewöhnlichen Situationen, über die politischen und moralischen Probleme, die eine Niederlage im Klassenkampf mit sich bringt, über das, was danach, mit dem Blick auf die Zukunft, zu erfolgen hat.
— Neues Deutschland

Неопределенный простор пейзажа с цепью гор, рассекающих горизонт, далеких и близких одновременно, целевых и недостижимых в одном, характеризует общее настроение. Подкупающая скромность, характерная для фильма, его чистота стиля и психологическая точность, с которой режиссер умеет интерпретировать человеческие реакции в обостренных и обостряющихся ситуациях. Он обходится без всякой болтовни, без сомнительных клятв, без всякого пафоса. Это также определяет актерское мастерство. Этот режиссер ничего не выдумывает и не придумывает. Так же он поступает и со своей аудиторией.
Оригинальный текст (нем.)Die ungewisse Weite einer Landschaft mit der den Horizont zersägenden Kette von Bergen, fern und nah zugleich, Ziel und Unerreichbares in einem, charakterisiert die Gesamtstimmung. Bestechend sind die Bescheidenheit, die den Anspruch des Films charakterisiert, seine Stilreinheit und die psychologische Genauigkeit, mit der der Regisseur menschliche Reaktionen in zugespitzter und sich zuspitzender Situation auszulegen weiß. Er kommt ohne allen Schwulst, ohne fragwürdige Schwüre, ohne jedes Pathos aus. Das bestimmt auch das Schauspiel. Dieser Regisseur macht sich nichts vor und redet sich nichts ein. Und so verfährt er auch mit seinem Publikum.
— Berliner Zeitung

## Фестивали и награды
- 1978 — Международный кинофестиваль в Вальядолиде — фильм номинировался на Гран-при «Золотой колос»
- 1978 — государственный предикат ГДР: «ценный»
- 1979 — Обзор критиков секции теории и критики Союза кинематографистов и телевизионщиков ГДР — фильм особо отмечен за вклад DEFA в знак антиимпериалистической солидарности